# Arawa Kimura
Arawa Kimura (jap. 木村 現, Kimura Arawa; * 8. Juli 1931 in Hiroshima; † 21. Februar 2007) war ein japanischer Fußballspieler.

## Nationalmannschaft
1954 debütierte Kimura für die japanische Fußballnationalmannschaft. Kimura bestritt sechs Länderspiele und erzielte dabei ein Tor. Mit der japanischen Nationalmannschaft qualifizierte er sich für die Asienspiele 1954.

## Errungene Titel
- Kaiserpokal: 1955